# Spilosoma amurensis
Spilosoma amurensis là một loài bướm đêm thuộc phân họ Arctiinae, họ Erebidae.